# America Olivo
Pour les articles homonymes, voir Olivo.
America Olivo, née le 5 janvier 1978 à Van Nuys en Californie, est une actrice, modèle Playboy et chanteuse canadienne, ancienne membre du groupe latino-américain Soluna.
Elle est connue pour ses rôles dans les films Bitch Slap (2009), Vendredi 13 (2009) et Maniac (2012).

## Biographie

### Famille et études
America Athene Olivo est née le 5 janvier 1978 à Van Nuys, en Californie. Elle est la fille de Danica d'Hondt, Miss Canada 1959 et actrice canadienne de descendance belge et irlandaise et de Nello Olivo, vigneron américain de descendance italienne, basque, espagnole et chilienne. Bien qu'elle ait assisté à California Institute of the Arts à l'âge de 16 ans, elle a été diplômée de la Juilliard School à New York.

### Carrière de mannequin et musicale
Peu de temps après avoir obtenu son diplôme de baccalauréat à Juilliard School de New York, America Olivo retourne dans sa ville natale, Los Angeles où elle a formé le groupe latino-américain Soluna avec Aurora Rodriguez, T Lopez et Jessica Castellanos.
Basé sur leurs succès de scène et d'enregistrement, United Paramount Network conclut un accord avec le groupe de développer un sitcom basé sur leur vie en tant que groupe. Après la dissolution de Soluna en 2004, elle décide de se concentrer sur sa carrière d'actrice et sa carrière solo de musicienne.
Elle sort en 2008 son single Deja Vu sous le label de musique Dauman. Le single s'est classé au top 40 dans le classement musical Billboard avec des remixes par Dj Escape connu pour plusieurs hits remixés pour Beyonce. Cette même année, elle est apparue nue, peinte de la tête aux pieds d'argent sur la couverture du groupe de hard rock américain Mötley Crüe du dixième album studio Saints of Los Angeles.
Elle pose sur la couverture du magazine Playboy en juin 2009. À l'intérieur du magazine, elle apparaît sur sept des photos, entièrement nue, prises par le photographe de mode Terry Richardson.

### Vie privée
America Olivo a rencontré l'acteur Christian Campbell sur le tournage du film d'horreur Neighbor en 2009. Ils se sont fiancés après deux semaines de relation. Cinq mois plus tard, ils se sont mariés lors d'une cérémonie près du lac de Côme en Lombardie, en Italie. America Olivo donne naissance à une fille Indira Rose Campbell le 12 janvier 2012. Indira Rose Campbell décède trois jours plus tard en raison d'une maladie génétique, le syndrome d'Edwards.
Après avoir fait face à des problèmes d'infertilité, America Olivo et son époux sont devenus porte-paroles en 2013 de la Fondation BabyQuest, un organisme de bienfaisance fondé par Pamela Hirsch qui est destiné à aider les couples ou des individus à fonder une famille par le biais de traitements de fertilité avancés tels que l'IIU, la FIV, le don d'ovules, d'embryons, et la gestation pour autrui.

## Filmographie

### Cinéma

#### Longs métrages
- 2008 : Iron Man de Jon Favreau : Dubai Beauty #1
- 2008 : The Thirst: Blood War de Tom Shell : Amelia
- 2009 : Vendredi 13 de Marcus Nispel : Amanda
- 2009 : Transformers 2 : La Revanche de Michael Bay : la fille au frisbee
- 2009 : Neighbor de Robert A. Masciantonio : la fille
- 2009 : The Last Resort de Brandon Nutt : Sophia
- 2009 : Bitch Slap de Rick Jacobson : Camero
- 2010 : Circle de Michael Watkins : Britt
- 2010 : Love Shack de Gregg Saccon et Michael B. Silver : Fifi LeBeaux
- 2011 : Conception de Josh Stolberg : Gina
- 2012 : Maniac de Franck Khalfoun : Angela Zito, la mère de Frank
- 2012 : No One Lives de Ryūhei Kitamura : Tamara
- 2015 : Mission impossible : Rogue Nation  de Christopher McQuarrie : Turandot

#### Courts métrages
- 2009 : Represent d'Abigail Steinberg : Chloe
- 2015 : Good Business de Frank Dale Arroyo : Lucy

### Télévision

#### Séries télévisées et sitcoms
- 2005 : Cuts : Femme (Saison 2, épisode 20)
- 2005 - 2006 : Dr House : Ingrid (saison 1, épisode 11 et saison 2, épisode 23)
- 2006 : Jake in Progress : Femme (saison 2, épisode 2)
- 2006 : How I Met Your Mother : Femme (saison 1, épisode 21)
- 2008 : Hôpital central : Marianna
- 2011 : New York, section criminelle : Nikki Vansen (saison 10, épisode 4)
- 2011 : NCIS : Los Angeles : Eva Espinoza (saison 3, épisode 5)
- 2013 : Warehouse 13 : Rebecca Carson (saison 4, épisode 13)
- 2013 - 2014 : Degrassi : La Nouvelle Génération : Mme Rivas (7 épisodes)
- 2014 : Defiance : Alethea (3 épisodes)
- 2014 : Killer Women : Officier de police Sara
- 2014 : Chicago Police Department : Laura Dawson, la femme du détective Antonio Dawson (saison 1)
- 2018 : New York, unité spéciale : Claudia Bell (saison 20, épisode 5)

#### Téléfilms
- 2004 : The Soluna Project de Sheldon Epps : Alex
- 2010 : Pears in a Pod d'Eric M. Rusch : Debra

## Discographie

### Albums studio
- 2002 : For All Time

### Single
- 2002 : For All Time (co-écrite par America Olivo)
- 2009 : Deja Vu